# Denise Crosby
Denise Michelle Crosby (ur. 24 listopada 1957 w Hollywood, Kalifornia) – amerykańska aktorka. Jedną z pierwszych poważniejszych ról był jej występ w filmie z 1982 r. 48 godzin. Popularność i rozgłos przyniósł jej występ w serialu Star Trek: Następne pokolenie gdzie wcieliła się w postać Tashy Yar (początkowo miała grać rolę Deanny Troi, ale Gene Roddenberry zadecydował, iż w tę postać wcieli się Marina Sirtis).
Występowała również gościnnie w serialach: „Flash” i „Lois & Clark: Nowe Przygody Supermana”.
Denise jest wnuczką Binga Crosby’ego, a jej ojcem jest Dennis Crosby.